# Azle
Azle is een plaats (city) in de Amerikaanse staat Texas, en valt bestuurlijk gezien onder Parker County en Tarrant County.

## Demografie
Bij de volkstelling in 2000 werd het aantal inwoners vastgesteld op 9600.
In 2006 is het aantal inwoners door het United States Census Bureau geschat op 10.796, een stijging van 1196 (12,5%).

## Geografie
Volgens het United States Census Bureau beslaat de plaats een oppervlakte van
21,3 km², waarvan 21,2 km² land en 0,1 km² water. Azle ligt op ongeveer 218 m boven zeeniveau.

## Plaatsen in de nabije omgeving
De onderstaande figuur toont nabijgelegen plaatsen in een straal van 12 km rond Azle.